# An-Numan III ibn al-Múndhir
An-Numan III ibn al-Múndhir —àrab: النعمان بن المنذر, an-Nuʿman b. al-Munḏir— fou el darrer rei làkhmida d'al-Hira (vers 582-609). Era àrab (fill d'al-Múndhir (IV) ibn Qabus ibn Ma-as-Samà) i cristià nestorià però la seva mare era una jueva de Khaybar de nom Salma, fill d'un orfebre de Fadak. Va rebre al seu palau diversos poetes de la Jahiliya tardana com al-Yashkari, al-Muthaqqib al-ʿAbdi i al-Nabigha al-Dhubyani. Aquest darrer és famós per haver dedicat a Numan el seu gran poema apologètic (القصيدة الاعتدارية للنابغة الذبياني). Al poeta Adí ibn Zayd hauria degut la seva pujada al tron en contra del clan dels Banu Marina, que va rebre el suport del Banu Ayyub. Va construir la població iraquiana de Numaniyya a la riba dreta del Tigris. En la seva guerra contra altres tribus àrabs fou derrotat en la batalla de Yawm Tikhfa o Takhfa contra els djarbu (de la gran tribu Banu Tamim); el seu germà Hasan i el seu fill Kabus van caure presoners i Numan va haver de pagar un rescat de mil camells. Ormazd IV (579-590) li va donar una esplèndida corona. En els anys vuitanta hauria fet una expedició contra Jarkisiya (Circesium), posició romana d'Orient però després es va signar la pau entre l'Imperi Sassànida i l'Imperi Romà d'Orient que va durar fins al 602. Va participar en la batalla de Nahrawan contra el rebel Bahram Chobin.
El rei Còsroes II el Victoriós (Khusraw II Parviz 590-628) li va demanar la seva filla pel seu harem i li va refusar. En revenja el rei sassànida el va fer presoner i el va matar aixafat per elefants segons una crònica; i segons una altra el va convidar a una festa i el va deshonrar i empresonar però no diu res de la mort; una tercera crònica, siríaca, diu que Còsroes va fer presoner al rei làkhmida amb els seus fills i els va enverinar a tots. Això fou l'espurna que va portar a la batalla de Dhi Qar (Dhu Kar) quan els perses van marxar contra els àrabs però foren derrotats per Hany bin Masud, un membre de la tribu Bakr antic fidel del rei làkhmida (vers 604). El destí del rei és doncs incert; sembla que fou dut presoner a Ctesifont però no és clar si fou immediatament executat o va estar primer un temps presoner. Tradicionalment la seva mort es fixa el 602 i en tot cas el 609 és segur que ja era mort. Iyas o Eyas, que seria el fill de Kabisa, membre de la tribu Tayyi, que havia estat també fidel al rei Numan, fou posat al tron i va governar prop de 10 anys, assistir del persa al-Nahragan. Un governador persa de nom Azadbeh va exercir el control del 618 al 633 quan es va produir la conquesta musulmana dirigida per Khàlid ibn al-Walid. Un fill d'al-Numan, de nom al-Mundhir, conegut com al-Gharur (l'abusat), va intentar recuperar el regne el 633 i va arribar a governar uns mesos a l'Aràbia oriental (regió de Bahrain, no les illes) però fou finalment derrotat i capturat per Ala ibn al-Hadrami.